# Thagria rugosa
Thagria rugosa är en insektsart som beskrevs av Nielson 1977. Thagria rugosa ingår i släktet Thagria och familjen dvärgstritar. Inga underarter finns listade i Catalogue of Life.